# ビーカー教授事件
『ビーカー教授事件』（ビーカーきょうじゅじけん、フランス語: 'L'Affaire Tournesol）は、ベルギーの漫画家エルジェによる漫画（バンド・デシネ）、タンタンの冒険シリーズの18作目である。ベルギーのタンタン・マガジンで1954年12月から1956年2月まで週刊連載され、1956年にカステルマンより書籍が発刊された。物語はタンタンと愛犬スノーウィ、友達のハドック船長が超音波で物体を破壊することができる機械を発明したことによって競争関係にあるシルダビアとボルドリアによって誘拐されたもう一人の友達ビーカー教授を救出するために奮闘する様が描かれる。
前作『月世界探検』のようにこの作品もエルジェと彼のスタジオ・エルジェのアーティスト達によって作り上げられた。物語は1950年代にヨーロッパが直面した冷戦の緊張状態を思い起こさせ、ランピョン、サンゾ精肉店、スポンツ大佐の3名の準レギュラー陣がこの物語で初登場した。エルジェはこの後も『紅海のサメ』など続編の執筆を続け、シリーズ全体がバンド・デシネを代表する作品になった。『ビーカー教授事件』は好評価を受け、様々なコメンテーターたちから『タンタン』シリーズの中でも優れた作品の一つと評された。1957年にベルヴィジョン・スタジオ、1991年にネルバナとElipseによってそれぞれアニメシリーズの中の1作としてアニメ化されており、1992年から1993年にかけてBBC Radio 5で放送されたタンタンのラジオドラマのシリーズでも取り上げられた。

## あらすじ
雷雨の中、ムーランサール城のグラスや磁器が次々に割れはじめる事件が発生し、保険会社のセールスマンのセラファン・ランピョンが雨宿りに訪ねてハドック船長を苛々させる。広間で銃声が聴こえ、タンタンとハドックは外国語のアクセントで話す不審者を取り逃がす。次の日の朝、ビーカー教授は原子核物理学の会議に出席するためにジュネーブに発ち、タンタンとハドックは教授のラボを訪れたことによって、昨日のガラスの一件が教授の実験によるものだと気づく。その際に覆面の男から突如襲われるが取り逃がす、しかしスノーウィがコートの裾を噛みちぎっており、ポケットに入っていた煙草の箱にビーカー教授が宿泊するホテルの名前が書かれているのを見つける。タンタンは教授の身に何か危険が迫っていると感じ、スノーウィとハドックとともにジュネーブに旅立つ。しかしジュネーブに着くと、教授は超音波の研究を専門とするトポリーノ教授に会うためニヨンに向かった後だった。3人はタクシーに乗るが、2人組の男が乗る別の車に攻撃されて、ジュネーブ湖に落とされる。だがそこから生き延びて3人はニヨンへ向かいトポリーノ教授を訪ねるが、トポリーノは地下室に猿ぐつわをかまされた状態で拘束されていた。教授を救出し、何があったか事情を尋ねていると突如家が爆発。しかし全員生存する。
タンタンとハドックはデュポン・デュボンと面会し、城に潜んでいた男がシルダビア人だと明かす。タンタンはビーカー教授の超音波を用いた新たな発明品が大量破壊兵器として使えるとして狙われているのではないかと推測し、その頃にはボルドリアの諜報部員もビーカー教授を見つけ出し、ロールにある大使館にビーカー教授を連れ出していた。タンタンとハドックはビーカーを見つけることに成功したが、シルダビアとボルドリアの間で乱闘が起こり、タンタンが攻撃によって打ちのめされている間、シルダビアの諜報部員によってビーカーが捕まえられ、飛行機を使って母国へ連れ去られてしまう。次の日の朝、ボルドリアの戦闘用航空機がシルダビアの飛行機を落とし、再びビーカー教授を手中に収めたと知ると、タンタンとハドックはボルドリアの首都へ向かった。
首都に着くと、タンタンとハドックはボルドリアの秘密警察によってホテルへと案内されるが、彼らはスポンツ大佐によって監視のために手配されていた。監視の目をかいくぐってホテルから抜け出すとオペラ座に身を隠す。そこではカスタフィオーレ夫人がパフォーマンスしており、警察が中まで探しに来ると、タンタン達はカスタフィオーレの楽屋のクローゼットに隠れる。スポンツ大佐がカスタフィオーレ夫人の楽屋を訪れると、タンタンは大佐のコートの中に入っていたビーカー教授の釈放命令書を手に入れる。赤十字社の人間に変装してビーカーを釈放させることに成功したタンタン達は荒れ地を車で走行していたが、戦車を奪うとそれで国境を突破する。遺品物取扱所でビーカーは黒い傘をスノーウィから渡され安堵する。ムーランサール城に戻ると、ビーカーは設計図を忘れたままジュネーブに行っていたことを打ち明け、二度と兵器が作られないように設計図を廃棄することにした。ハドックはパイプをふかして煙草を吸おうとしていたが、ビーカーが設計図を燃やすのにその火を使ったため、ハドックの顔が焼けてしまう。それを見て水疱だと誤解したビーカーは家族でムーランサール城に滞在していたランピョンにそのことを告げる、するとランピョンは病気が移るからと城を逃げ出したのだった。

## 歴史

### 執筆背景

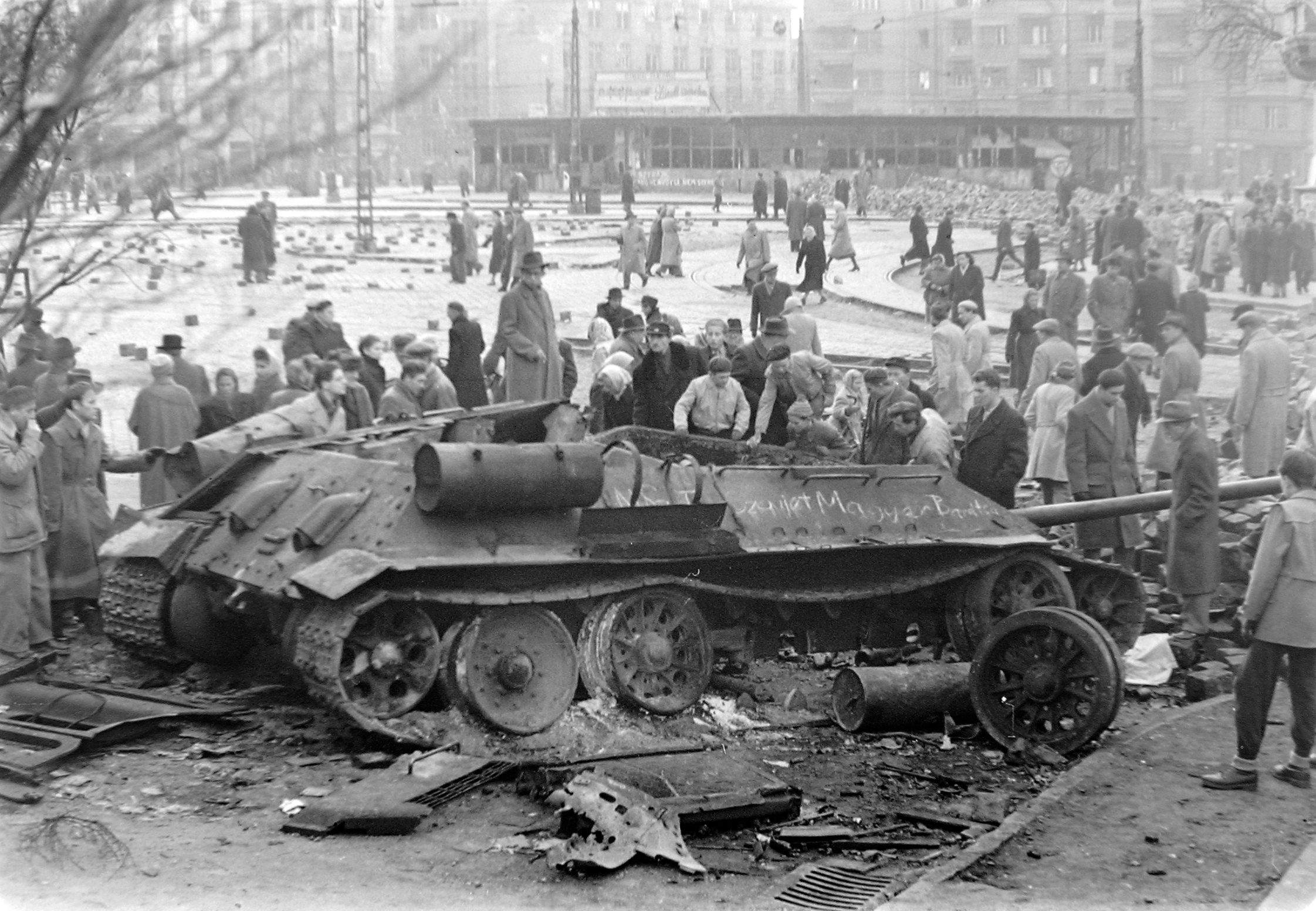
ハンガリー動乱の中で破壊されたソビエトの戦車は冷戦における極めて重要な出来事の一つ。

冷戦の緊張状態を反映するかのように、『ビーカー教授事件』はフランスやベルギーでスパイ小説が流行っていたころに発刊された。連作が続いていたが、この『ビーカー教授事件』からは一話完結型に戻り、残りの物語もそのように展開していった。『ビーカー教授事件』は1954年12月にタンタン・マガジンで連載が始まった。本の制作に取り掛かる前、エルジェはまず鉛筆でスケッチしてから、インクで絵や文字を書き足していた。スタジオ・エルジェの設立とともに、エルジェはスケッチの中から最良のものを選び、それをページに模写するやり方をとった。
『ビーカー教授事件』でエルジェはランピョンというベルギー人の保険会社のセールスマンを登場させた。このキャラクターは『タンタン、チベットをゆく』を除くそれ以降の全ての話に登場している。ランピョンは登場することで人々をうんざりさせるおなじみのキャラクターになることを意図されており、ハドック船長を繰り返し煩わせたり、ムーランサール城に勝手に滞在するなどコミックリリーフ的な役割を与えられている。セラファン・ランピョンというフランス語版のオリジナル・ネームは最初「クランポン」という名前になる予定だった、これはフランス語で「ヒル」などの意味を持つが、それよりも聞きざわりがよく露骨でない「ランピョン」という名前に決まった。ランピョンの勤めている会社はAssurances Mondassという名前である。
この物語ではほかにも「骨抜き」を意味する「サンゾ」という名前の精肉店や、ボルダリアの秘密警察のチーフを務めるスポンツが登場する。「スポンツ」という名前は「スポンジ」のブリュッセル訛りからとられている。スポンツのモデルにはエルジェの兄弟ポール・レミが使われており、オーストリア系アメリカ人の映画監督エリッヒ・フォン・シュトロハイムからの影響もある。